# Гедареф (град)
Гедареф е град в Судан. Населението му е 340 000 жители. Намира се на 410 км от столицата на страната. Обграден е от 3 страни от планини. Средната годишна температура е около 28 градуса. Градът разполага със седем хотела и 73 учебни заведения. Разположен е в часова зона UTC+3.